# Kimberley (Australië)
De Kimberley is een van de negen regio's van West-Australië. Ze is gesitueerd in het noorden van de staat en grenst aan de Indische Oceaan in het westen, de Timorzee in het noorden, het Noordelijk Territorium in het oosten en de Tanami- en Grote Zandwoestijn in het zuiden. De oppervlakte bedraagt 424.517 km².
De Kimberley omvat vier lokale bestuursgebieden: Shire of Broome, Shire of Derby-West Kimberley, Shire of Halls Creek en Shire of Wyndham-East Kimberley.
In deze regio bevindt zich een van de bekendste natuurfenomenen van Australië: de Bungle Bungles, een groep van 300 meter hoge rotsen van oranje-zwart gestreepte zandsteen in de vorm van bijenkorven. Zij worden beschermd in het Nationaal park Purnululu.
Gascoyne · Goldfields-Esperance · Great Southern · Kimberley · Mid West · Peel · Pilbara · Wheatbelt · South West
Ardyaloon · Balgo · Beagle Bay · Broome · Camballin · Cockatoo Island · Derby · Fitzroy Crossing · Halls Creek · Kadjina · Kalumburu · Koolan Island · Kununurra · Looma · Oombulgurri · Warmun · Wyndham · Yungngora